# Q.P.G.A.
Q.P.G.A. è un doppio album di Claudio Baglioni, pubblicato il 27 novembre 2009.
A conclusione del primo decennio degli anni Duemila arriva un lavoro colossale, forse tra i progetti più affascinanti del cantautore. Un’opera arricchita dalla partecipazione di numerosi volti della musica italiana, che rappresenta il culmine di un lungo processo creativo e di evoluzione della musica leggera iniziato nel 1972, quando il giovane Claudio Baglioni realizzò uno dei primi concept album di grande successo in Italia, contenente quella che sarebbe stata definita la "canzone del secolo", destinata a influenzare profondamente la musica italiana negli anni a venire.

L'album è, prima di tutto, un cosiddetto soundtrack album più che un semplice disco: un imponente concept che funge da colonna sonora al film del 2009 Questo piccolo grande amore, ispirato all’omonimo disco del 1972. Questa nuova opera ne rappresenta una rivisitazione, ma riesce anche ad andare oltre, trasformandosi in una vera e propria rock opera in stile musical, con due ore e mezza di musica. Gli inediti che arricchiscono l’album non solo compongono la narrazione, ma si intrecciano attraverso la ripresa di temi musicali e basi già esistenti, che vengono riutilizzati e rielaborati in più brani, proprio come accade nei musical. Questa scelta conferisce unità e coerenza all’intera opera, mentre gli interludi suddividono e scandiscono le diverse scene della storia.
Si stima che nelle prime due settimane di messa in commercio, l'album abbia superato abbondantemente le 100 000 copie. A maggio il disco supera le 120 000 copie vendute e viene così doppio disco di platino certificato disco di platino. Viene inoltre premiato ai Wind Music Awards 2010 nella categoria Multiplatino. L'album ha debuttato alla quarta posizione, massimo raggiunto dal disco per tre settimane non consecutive.

## Il disco
Il lavoro contiene le rivisitazioni dei 15 brani del concept album Questo piccolo grande amore, con l'aggiunta di altri 37 brani inediti; alcuni di essi nascono sulla base melodica dei precedenti, implementando così le vicende della storia snodata attraverso le canzoni, il tutto nell'ottica di un'opera rock nella quale le melodie ricorrevano in più tracce. Q.P.G.A. è infatti l'acronimo di Questo piccolo grande amore. In quel 1972, Baglioni aveva pensato di pubblicare un doppio album, la cui proposta fu però ridimensionata dalla casa discografica in un solo disco dalla durata di circa 50 minuti. Al materiale rimasto fin da allora nel cassetto si aggiungono ora delle sezioni inedite con arrangiamenti modernizzati.
Il tema, unico, narra le vicende di due ragazzi che sullo sfondo di una Roma degli anni settanta vivono il loro primo grande amore, "quello che non dura tutta la vita ma che la cambia per sempre", come detto dallo stesso Claudio Baglioni. I due si conoscono sullo sfondo delle contestazioni studentesche, si innamorano e per lui, timido e introverso, è la primissima volta, che segna una sorta di abbandono dell'adolescenza. I due sognano anche una vita di coppia e un matrimonio, ma con la partenza di lui per il servizio militare tutto si affievolisce: tornato in licenza la scopre con un altro ragazzo, ma la loro storia era ormai compromessa, e il giovane deve imparare a convivere con le pene d'amore.
Alla realizzazione dell'album hanno partecipato 70 ospiti, tra cui artisti famosi come Pino Daniele, Baraonna, Premiata Forneria Marconi, Elio e le Storie Tese, i Pooh, Andrea Bocelli, Mina, Giorgia, Riccardo Cocciante, Antonello Venditti, Jovanotti, Ron, Enrico Ruggeri, Amedeo Minghi, Ivano Fossati, Alex Britti, Gianni Morandi, Fiorella Mannoia, Laura Pausini, Fiorello, Alice, Franco Battiato e Dolcenera, oltre a cantanti emergenti come Alessandra Amoroso, Giusy Ferreri, Noemi.
I testi delle canzoni sono di Claudio Baglioni, mentre le musiche sono di Baglioni e Antonio Coggio (tranne che per le canzoni completamente inedite, scritte dal solo Baglioni).
Le varie sezioni che costituiscono la canzone cardine dell'intero progetto, Questo piccolo grande amore, tornano in ordine sparso, sia nelle prime tracce di ciascun disco, sia nelle tracce denominate Interludio, dove alcuni tra gli artisti di maggior spicco ricantano con un incedere lento e in terza persona, il testo della canzone. La canzone principale è l'unica che non compare con altre parole nell'intera opera, al contrario di tutte le altre che sono state già edite nel 1972. In aggiunta viene riproposta anche l'aria della canzone, pubblicata solo nel 1973 col titolo Miramare, la cui melodia era stata altre volte fonte di ispirazione, tra cui una canzone intitolata Kalambala, mai pubblicata, e Caro padrone incisa inizialmente come primo e rarissimo lato B del singolo a 45 giri, che poi venne sostituita da Porta Portese e poi di fatto stralciata dall'intero progetto.

## Tracce
CD 1
1. Overture – 3:16 – con Andrea Bocelli
2. Lungo il viaggio – 4:00 – con Enrico Ruggeri, Eugenio Finardi, Francesco Renga
3. Piazza del Popolo (tema) – 1:29 – con Alex Britti alla chitarra
4. Una faccia pulita – 3:02 – con Irene Grandi
5. L'incontro (interludio) – 0:56 – con Riccardo Cocciante
6. Nuvole e sogni – 4:45 – con Simone Cristicchi, Michele Zarrillo
7. Due universi – 3:59 – con Gigi D'Alessio, Anna Tatangelo
8. Se guardi su – 4:11 – con Baraonna e Pino Daniele alla chitarra
9. Centocelle (tema) – 1:39 – con Danilo Rea al piano
10. Svelto o lento (intro) – 1:45 – con Elio e le Storie Tese
11. Buon compleanno – 4:06 – con Renzo Arbore, Morgan
12. L'appuntamento (interludio) – 0:58 – con Giorgia
13. Battibecco – 5:07 – con Paola Cortellesi
14. Con tutto l'amore che posso – 4:55 – con Laura Pausini e Stefano Di Battista al sax
15. Lungotevere (tema) – 1:30 – con Rita Marcotulli al piano
16. Juke-box (intro) – 0:39 – con Mario Biondi
17. Che begli amici – 3:46 – con Pooh
18. Tortadinonna o gonnacorta – 4:05 – con Neri per Caso, Fabrizio Frizzi, Loredana Bertè, Ivana Spagna
19. L'ultimo sogno (intro) – 1:09 – con Premiata Forneria Marconi
20. Mia libertà – 4:14 – con Lucio Fabbri al violino, Ron, Luca Barbarossa, Amedeo Minghi
21. Cosa non si fa – 3:55 – con Roy Paci alla tromba, Nek alla chitarra
22. Fiumicino (tema) – 1:48 – con Giovanni Allevi al piano
23. Il riparo (interludio) – 1:03 – con Antonello Venditti
24. La paura e la voglia (intro) – 1:02 – con Giovanni Baglioni alla chitarra
25. La prima volta – 3:47 – con Claudia Gerini
26. Un solo mondo – 5:09 – con Alessandra Amoroso

CD 2
1. Preludio – 1:00
2. Quel giorno – 2:28 – con Joseph Calleja
3. Io ti prendo come mia sposa – 2:46 – con Angelo Branduardi violino, Mango, Laura Valente
4. L'arcobaleno (interludio) – 1:12 – con Mina
5. Noi sulla città – 4:15 – con Giusy Ferreri
6. Stazione Termini (tema) – 1:25 – con Edoardo Bennato all'armonica a bocca
7. Ancora no – 4:02 – con Giuliano Sangiorgi
8. Buon viaggio della vita – 5:07 – con Annalisa Minetti
9. Sissignore – 3:52 – con Gegè Telesforo, Enzo Jannacci
10. Mia nostalgia – 4:01 – con Fiorella Mannoia, Walter Savelli al piano
11. Il rimpianto (interludio) – 1:18 – con Ivano Fossati
12. Come sei tu – 5:17 – con Dolcenera
13. Pensione Stella (tema) – 1:25 – con Paolo Fresu alla tromba
14. Questo piccolo grande amore – 5:32 – con Ennio Morricone al piano
15. Al mercato (intro) – 1:24 – con Neri Marcorè
16. Porta Portese – 4:43 – con Fiorello
17. Fiore di sale – 2:09 – con Ornella Vanoni, Luis Bacalov al piano
18. Quanto ti voglio – 3:42 – con Noemi, Gianluca Grignani
19. Con tutto il mio cuore (intro) – 1:11 – con Jovanotti, Fabrizio Bosso alla tromba
20. Il ricordo (interludio) – 0:52 – con Gianni Morandi
21. Un po' d'aiuto – 4:38
22. Via di Ripetta (tema) – 1:26 – con Stefano Bollani al piano
23. Una storia finita – 4:50 – con Alice
24. Sembra il primo giorno – 4:25 – con Franco Battiato
25. Suite – 2:34
26. Niente più – 3:48

## Artisti partecipanti (in ordine alfabetico)
- Alice
- Giovanni Allevi
- Alessandra Amoroso
- Renzo Arbore
- Luis Bacalov
- Giovanni Baglioni
- Baraonna
- Luca Barbarossa
- Franco Battiato
- Edoardo Bennato
- Loredana Bertè
- Mario Biondi
- Andrea Bocelli
- Stefano Bollani
- Fabrizio Bosso
- Angelo Branduardi
- Alex Britti
- Joseph Calleja
- Riccardo Cocciante
- Paola Cortellesi
- Simone Cristicchi
- Gigi D'Alessio
- Pino Daniele

- Stefano Di Battista
- Dolcenera
- Elio e le Storie Tese
- Lucio Fabbri
- Giusy Ferreri
- Eugenio Finardi
- Fiorello
- Ivano Fossati
- Paolo Fresu
- Fabrizio Frizzi
- Claudia Gerini
- Giorgia
- Irene Grandi
- Gianluca Grignani
- Enzo Jannacci
- Jovanotti
- Mango
- Fiorella Mannoia
- Neri Marcorè
- Rita Marcotulli
- Mina
- Annalisa Minetti
- Amedeo Minghi

- Gianni Morandi
- Morgan
- Ennio Morricone
- Nek
- Noemi
- Neri per Caso
- Roy Paci
- Laura Pausini
- PFM
- Pooh
- Danilo Rea
- Francesco Renga
- Ron
- Enrico Ruggeri
- Giuliano Sangiorgi
- Walter Savelli
- Ivana Spagna
- Anna Tatangelo
- Gegè Telesforo
- Laura Valente
- Ornella Vanoni
- Antonello Venditti
- Michele Zarrillo

## Formazione
- Claudio Baglioni - voce
- Paolo Gianolio - chitarra acustica ed elettrica, basso, pianoforte e tastiere, programmazione
- Gavin Harrison, Stefano Pisetta - batteria
- Sergio Vitale - tromba
- Enzo De Rosa - trombone
- Eric Daniel - sax
- Antonella Pepe, Lola Feghaly, Roberto Pagani, Pio Spiriti - cori

## Classifiche

### Classifiche settimanali
| Classifica (2009) | Posizione massima |
| ----------------- | ----------------- |
| Belgio (Vallonia) | 98                |
| Italia            | 4                 |
| Svizzera          | 94                |

### Classifiche di fine anno
| Classifica (2009) | Posizione |
| ----------------- | --------- |
| Italia            | 14        |
| Classifica (2010) | Posizione |
| Italia            | 53        |

## Q.P.G.A. Filmopera
Nel novembre del 2009 esce il doppio DVD, intitolato Q.P.G.A. Filmopera, che racchiude tutto l'ultimo progetto di Claudio Baglioni. Questo doppio DVD rappresenta un condensato tra l'album Q.P.G.A., il libro e il tour. Nel primo DVD troviamo la narrazione del film Filmopera, a cura di Guido Tognetti con la regia di Duccio Forzano. Durante la narrazione presenti, come colonna sonora, tutti i 52 brani che compongono l'opera con i rispettivi artisti che hanno partecipato alle incisioni. Il secondo DVD, invece, contiene i backstage di Fiore di sale e Un po' d'aiuto, oltre alle registrazioni dell'orchestra Roma Sinfonietta, le prove del tour A prima vista, il servizio fotografico pubblicato da Vanity Fair, il backstage del videoclip Niente più e il pre show al Teatro Greco di Siracusa. Il tutto si impreziosisce dalle riprese live di quattro brani eseguiti al Teatro Carlo Felice di Genova, un reportage di immagini del tour e “PhotOpera”. Il doppio DVD ha debuttato nella classifica FIMI alla seconda posizione, posizione occupata anche le due settimane successive. I successivi dvd che Claudio Baglioni pubblicò sono Per il mondo. World Tour 2010 e  Claudio Baglioni Live Story 2015, il precedente invece è Tutto qui del 2007.

## Classifica DVD
| Classifica (2009) | Posizione massima |
| ----------------- | ----------------- |
| Italia            | 2                 |